# Lucifer Incestus
Lucifer Incestus – piąty pełnometrażowy album black metalowego zespołu Belphegor. Został wydany w 2004 przez wytwórnię Napalm Records.

## Lista utworów
1. Intro: Inflamate Christianos
2. The Goatchrist
3. Diaboli Virtus In  Lumbar Est
4. Demonic Staccato  Erection
5. Paradise Regained
6. Fukk The Blood Of Christ
7. Lucifer Incestus
8. The Sin -Hellfucked
9. Fleischrequiem 69 / Outro